# Phyllonemus filinemus
Phyllonemus filinemus är en fiskart som beskrevs av Richard Dane Worthington och Ricardo, 1937. Phyllonemus filinemus ingår i släktet Phyllonemus och familjen Claroteidae. IUCN kategoriserar arten globalt som livskraftig. Inga underarter finns listade i Catalogue of Life.